# 马雷舍夫工厂
马利舍夫工廠（烏克蘭語：Завод імені В. О. Малишева，羅馬化：Zavod imeni V.O. Malysheva，縮寫：ЗІМ / ZIM），前稱以V.A.马利舍夫命名的哈尔科夫运输机械制造厂（俄语：Харьковский завод транспортного машиностроения имени В. А. Малышева），是乌克兰国内规模最大的军事工业和民用工业企业，产品包括坦克、装甲车、柴油机、柴油机车、农业机械、采矿设备等重型机械，公司总部位于乌克兰哈尔科夫。

## 历史
马雷舍夫工厂前身为哈尔科夫机车工厂（Харківський паровозобудівний завод），创立于1895年。 
哈尔科夫机车厂在1923年设计并制造了共产主义履带拖拉机，该厂拥有生产履带车辆的生产设备和一定的经验，这为建立坦克生产线奠定了良好基础。
1927年12月，哈尔科夫机车厂的拖拉机设计师组成了坦克设计小组，由伊万·N·亚历克先科领导。项目代号1-12-32。这个新组建的T2K设计局后来演变为莫洛佐夫机械设计局。1928年更名为哈尔科夫共产国际机车工厂。1929年底项目原型车，即T-12快速双炮塔坦克下线，改进通过国家试验后命名为T-24坦克。1931年量产，成为苏联继列宁格勒之后第二个坦克制造基地。
1931年9月底制造出OBT(实验型快速坦克)实验车，定型后称为BT-2型快速坦克。不断改进改型演变出BT-4坦克、BT-5坦克、BT-7坦克。
1936年下半年，哈尔科夫共产国际机车工厂被命名为183工厂。T2K坦克设计局更名为KB-190设计局。研制了安装V-2柴油机的BT-7M以及换装76.2毫米主炮的BT-7A型坦克。
1940年1月，T-34中型坦克的第一辆原型车下线，1940年6月量产。 
苏德战争爆发后，1941年9月12日，根据苏联政府的第667/SGKO号决议，183厂开始分批疏散到内地。1941年9月19日进行了第一次疏散，目的地是下塔吉尔斯维尔德洛夫斯克区的乌拉尔汽车厂合并成立了新的183厂（乌拉尔坦克工厂）。1941年12月，新厂的第一辆T-34坦克下线。1942年4月，该厂坦克产量已经超过了战前水平。
1945年6月，部分人员回迁哈尔科夫，在原厂址成立了75工厂，试制T-44坦克。1948年75工厂开始量产T-54坦克。
1957年更名为马雷舍夫工厂，是以苏德战争期间的苏联坦克工业人民委员维亚切斯拉夫·亚历山德罗维奇·马雷舍夫命名。

## 产品

### 坦克
BT、T-24、T-34、T-35、T-44、T-54、T-55、T-64、T-80、T-84

### 柴油机车
TE1、TE2、TE3、TE4、TE5、TE7、TE10、2TE40、TEP10